# Capitolo 29 degli Atti degli Apostoli

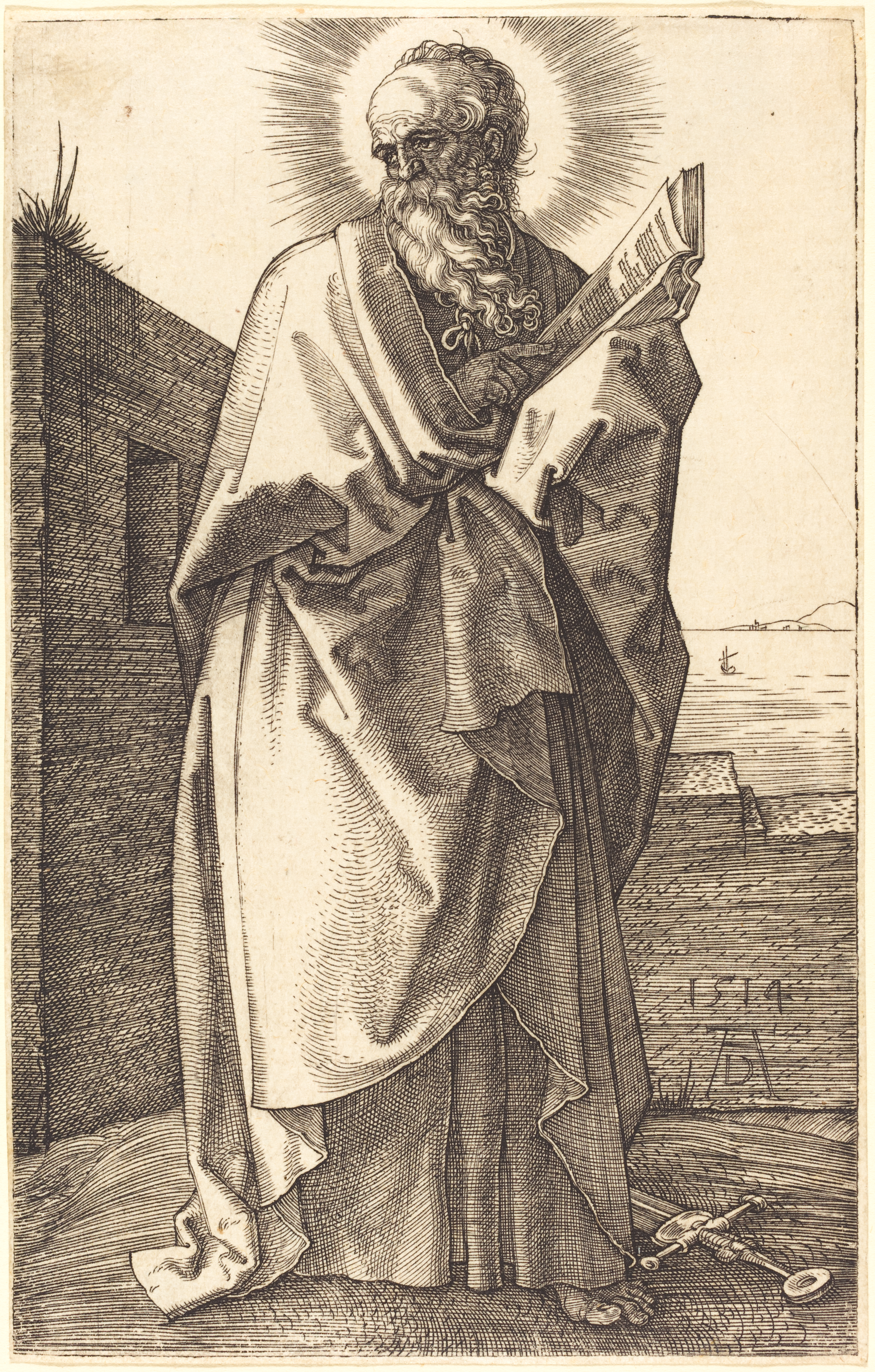
Ritratto di Paolo di Tarso

Il Capitolo 29 degli Atti degli Apostoli o Manoscritto Sonnini è un breve testo che si presenta come conclusione del testo canonico. Dagli studiosi contemporanei è considerato apocrifo.
Il testo fu pubblicato a Londra nel 1871. L'editore ne indicò la provenienza nel naturalista francese Sonnini de Manoncourt (1751-1812) che a sua volta avrebbe trovato il manoscritto greco presso gli archivi di Costantinopoli. Del manoscritto però non si hanno tracce.
Il testo descrive l'arrivo di Paolo in Britannia dove predica alla comunità israelita presso l'attuale sito della Cattedrale di San Paolo a Londra.

## Testo
¹ E Paolo, pieno delle benedizioni del Cristo, e abbondando nello spirito, partì da Roma, determinando di andare in Spagna, perché aveva a lungo lo scopo di viaggiare là, ed era intenzionato anche ad andare da lì in Gran Bretagna.
² Poiché aveva sentito in Fenicia che alcuni dei figli di Israele, all'epoca della prigionia in Assiria, erano fuggiti via mare verso “le isole lontane”, come detto dal profeta, e chiamate dai romani Britannia.
³ E il Signore comandò che il vangelo fosse predicato lontano ai Gentili, e alle pecore perdute della Casa di Israele.
⁴ E nessun uomo ostacolò Paolo; perché testimoniò coraggiosamente di Gesù davanti ai tribuni e tra il popolo; e portò con sé alcuni dei fratelli che si trovavano con lui a Roma, e presero la navigazione a Ostia, e avendo la fiera dei venti, furono portati sani e salvi in un porto di Spagna.
⁵ E molte persone si erano riunite dalle città e villaggi, e dalla campagna collinare; perché avevano sentito parlare della conversione dell'apostolo, e dei tanti miracoli che aveva compiuto.  
⁶ E Paolo predicò potentemente in Spagna, e grandi moltitudini credevano e si convertivano, perché percepivano che era un apostolo inviato da Dio.  
⁷ Partirono dalla Spagna, e Paolo e la sua compagnia trovarono una nave ad Armorica salparono verso la Gran Bretagna, vi andarono, e passando lungo la costa meridionale raggiunsero un porto chiamato Rafino.
⁸ Ora, quando all'estero si annuì che l'apostolo era atterrato sulla loro costa, grandi moltitudini di abitanti lo incontrarono, e trattarono Paolo cortesemente, ed entrò alla porta est della loro città, e alloggiò nella casa di un ebreo e di una sua nazione.
⁹ E il giorno dopo venne e si fermò sul Monte Lud; e il popolo affollava il cancello, e si riunì a Broadway, e predicò loro il Cristo, e molti credevano alla parola e alla testimonianza di Gesù.
¹⁰ E anche lo spirito santo cadde su Paolo, e profetizzò, dicendo: «Ecco, negli ultimi giorni il Dio della Pace dimora nelle città, e i suoi abitanti saranno numerati; e nella settima numerazione del popolo, i loro occhi saranno aperti e la gloria della loro eredità risplenderà davanti a loro. E le nazioni si alimenteranno per adorare sul Monte che testimonia la pazienza e la lunga sofferenza di un servo del Signore.
¹¹ E negli ultimi giorni nuove notizie del Vangelo eleveranno da Gerusalemme, e i cuori del popolo gioiranno, ed ecco, le fontane saranno aperte, e non ci sarà più peste.
¹² A quei tempi ci saranno guerre e voci di guerre; e un re sorgerà, e la sua spada sarà per la guarigione delle nazioni, e la sua opera di pace dovrà rimanere, e la gloria del suo Regno una meraviglia tra i principi».
¹³ E avvenne che alcuni druidi giunsero a Paolo privatamente, e mostrarono con i loro riti e cerimonie che discendevano dagli ebrei che fuggivano dalla schiavitù nella terra d'Egitto, e l'apostolo credeva a queste cose, e diede loro il bacio della pace.
¹⁴ E Paolo dimora nel suo alloggio tre mesi, confermando nella fede e predicando Cristo continuamente. 
¹⁵ E dopo queste cose Paolo e i suoi fratelli partirono da Rafino, e salparono verso Azio in Gallia.
¹⁶ E Paolo predicò nelle guarnigioni romane e tra il popolo, esortando tutti gli uomini a pentirsi e a confessare i loro peccati.
¹⁷ E venne da lui alcuni del Belgio per informarsi da lui della nuova dottrina, e dell'uomo Gesù; e Paolo aprì loro il suo cuore e disse loro tutte le cose che gli erano capitate, come mai Cristo Gesù venne nel mondo per salvare i peccatori; e se ne andarono, meditando tra loro sulle cose che avevano sentito.
¹⁸ E dopo molte prediche e fatiche Paolo e i suoi compagni operai passarono in Svizzera, e giunsero sul Monte Ponzio Pilato, dove lui che condannò il Signore Gesù si precipitò a capofitto, e così miseramente perì.
¹⁹ E immediatamente un torrente sgorgava dalla montagna e lavò il suo corpo rotto a pezzi in un lago.
²⁰ E Paolo stese le mani sull'acqua, e pregò il Signore, dicendo: «O Signore Dio, dai un segno a tutte le nazioni che qui Ponzio Pilato, che condannò il tuo Figlio unigenito, si tuffò a capofitto nella fossa».
²¹ E mentre Paolo stava ancora parlando, ecco che arrivò un grande terremoto, e la faccia delle acque fu cambiata, e la forma del lago come il Figlio dell'Uomo appeso in un'agonia sulla croce.
²² E una voce uscì dal cielo dicendo: «Anche Pilato è sfuggito all'ira di venire, perché si lavò le mani davanti alla moltitudine allo spargimento di sangue del Signore Gesù».
²³ Quando, dunque, Paolo e coloro che erano con lui videro il terremoto, e sentirono la voce dell'angelo, glorificarono Dio, e furono potentemente rafforzati nello spirito.
²⁴ E viaggiarono e giunsero sul Monte Giulio, dove sorgevano due pilastri, uno sulla mano destra e uno sulla mano sinistra, eretti da Cesare Augusto.
²⁵ E Paolo, pieno dello Spirito Santo, si alzò in piedi tra i due pilastri, dicendo: «Uomini e fratelli, queste pietre che vedete oggi testimonieranno il mio viaggio da qui; e in verità dico che rimarranno fino all'effusione dello spirito su tutte le nazioni, né la strada sarà ostacolata per tutte le generazioni».
²⁶ Andarono e vennero all'Illirico, con l'intenzione di andare dalla Macedonia in Asia, e la grazia fu trovata in tutte le congregazioni; e prosperarono e ebbero pace. Amen.